# Elsődleges forrás
Az elsődleges (vagy primer) források a forrástan elvei szerint olyan információdarabkák, melyeket – mint koruk egy jellemző szeletét – felhasználva összeállítható egy történelmi folyamat.  Ezek gyakran szemtanúk által készített művek, vagy olyan személyek beszámolói, akik egy történelmi esemény részesei voltak; de lehetnek tárgyak is, mint például érmék, újságcikkek, levelek vagy naplóbejegyzések. Lehetnek szinte bármilyen formájúak: a reklámok az ’50-es évekből például lehetnek elsődleges forrásai annak, hogy a modern technológia elterjedését vizsgáljuk.
Az „elsődleges” forrás nem azonos az „eredetivel”. 
A vizsgálat tárgya, az „eredeti információ” nem nevezhető elsődleges forrásnak, mert nem dokumentált, az észlelés, értelmezés vagy vizsgálat körülményei nem ismertek. A körülmények rögzítése az elsődleges dokumentációk lényeges eleme.
Az elsődleges forrásokat az különbözteti meg a másodlagos forrásoktól, hogy ez utóbbiak nem csak a konkrét eseményeket írják le. A másodlagos forrás általában az elsődleges forrásokon alapuló történelmi leírás, de a történészek gyakran használnak másodlagos forrásokat azok korának jellemzésére (például egy számítógépekről szóló könyv említheti azt, hogy korának egyéb könyvei csak a műszaki jellemzőkre koncentrálnak és nem említik a katonai alkalmazásokat).
Az elsődleges források általában nem megbízhatóbbak vagy hitelesebbek, mint a másodlagosak. A másodlagos források gyakran átesnek szaklektoráláson, jól dokumentáltak és gyakran olyan intézmények publikálják őket, ahol a szerző pontossága fontos a szerző karrierje és megítélése szempontjából. Az elsődleges forrás olyan, mint egy naplóbejegyzés: egy adott személy nézőpontjából írja le az eseményeket, ami vagy igaz, pontos és teljes, vagy nem. A történészek mind az elsődleges, mind a másodlagos forrásokat alaposan ellenőrzik.
Az általános szabály mégis az, hogy a modern történészek szívesebben használnak elsődleges forrásokat, ha azok elérhetőek, és keresnek újakat is. Az elsődleges források – legyenek azok pontosak, vagy nem – új adatokat biztosítanak a történelmi kérdések eldöntéséhez, és a legtöbb modern kutatás ezért az archívumok gyakori használatából áll, használható elsődleges források utáni keresés céljából. Egy olyan történelmi munka, mely csak másodlagos forrásokat tartalmaz, vélhetően nem fog lelkes támogatásra találni, mivel ez azt sugallja, hogy azt nem előzte meg alapos forráskutatás.